# Rue Jianshe (métro de Nanning)
La station de la rue Jiangshe (chinois : 建设路站 / pinyin : Jiànshè lù zhàn / zhuang : Roen Gensez) est une station de la ligne 2 du métro de Nanning. Elle est située de part et d'autre du boulevard Yinhai et de la rue Jiangshe, dans le district de Liangqing de la ville de Nanning, en Chine.
Ouverte en 2017, elle comprend quatre entrées et une seule plateforme.

## Situation sur le réseau

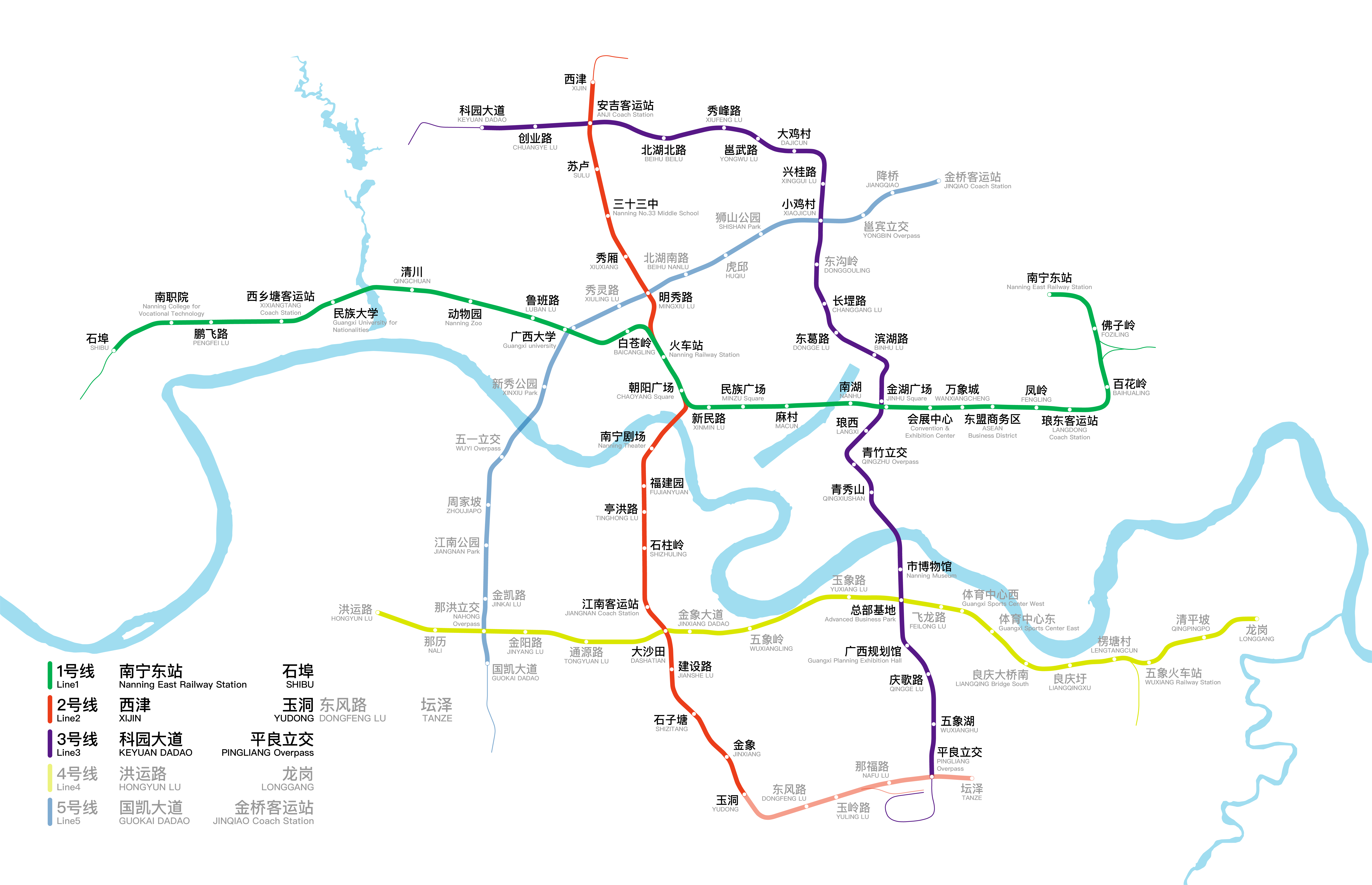
Plan du métro.

Établie en souterrain, rue Jiangshe est située sur la ligne 2 du métro de Nanning, entre la station Dashatian (zh), en direction du terminus nord Xijin (zh), et la station Shizitang, en direction du terminus sud Tanze.

## Histoire
Le tracé de la ligne est décidé en juin 2014, avec une première phase comprenant 18 stations pour 21,2 kilomètres, coûtant environ 15.5 milliards 元. La ligne ouvre officiellement le 28 décembre 2017 avec 17 autres stations.

## Services aux voyageurs

### Accès et accueil
Située à l'angle du boulevard Yinhai et de la rue Jianshe (建设路), la station est accessible tous les jours et est accessible par quatre sorties. Un ascenseur pour personnes handicapées est disponible à la sortie C.
Station souterraine, elle dispose de trois niveaux :
| Niveau 0   | Entrées et sorties                     | Entrées et sorties                                         |
| Sous-sol 1 | Salle d'accueil                        | Service à la clientèle, boutiques et guichet libre-service |
| Sous-sol 2 |                                        | Ligne 2 Voie 1 : En direction de Xijin (zh)                |
| Sous-sol 2 | Quai central                           |                                                            |
| Sous-sol 2 | Ligne 2 Voie 2 : En direction de Tanze |                                                            |

### Desserte
Le premier train à direction de Tanze arrive à 6h54 et le dernier passe à 23h30. Les premiers et derniers trains à direction de Xijin sont à 6h40 et 23h17.

### Intermodalité
La station est accessible par les lignes 21, 41, 99, 207, 607, 707 et 809 du réseau d'autobus de Nanning.

## À proximité
| Numéro                                         | Destinations proches                                                                                          |
| ---------------------------------------------- | --- |
| Sortie A                                       | Garderie Étoile de l'Espoir (希望之星幼儿园), Hôpital des services hydroélectriques du Guangxi (广西水电医院) |
| Sortie B                                       | Résidence Wuxiang Caidie (五象彩蝶居), école Xingping (兴平学校), rue Yongxing (永兴路)                       |
| Sortie C                                       | Jardins Gangda (港达花园), jardins Xiulin (秀林花园), usine alimentaire Zhengda (正大饲料厂)                  |
| Sortie D                                       | Ville moderne Xinjin (鑫金现代城), boulevard Jinxiang (金象大道)                                              |
| Légende： Ascenseur pour personnes handicapées | |